# Boli rare
Boala rară este orice boală care afectează un procent mic din populație. În unele părți ale lumii este numită boală orfană, adică este o boală a cărei raritate o face să nu beneficieze de suficient sprijin și resurse pentru descoperirea tratamentelor pentru aceasta din partea companiilor farmaceutice, excepție făcând anumite guverne care dispun din bugetele ministerelor de resort, fonduri necesare cercetării boliilor respective și inovării de tratamente.  
Majoritatea bolilor rare sunt genetice și astfel sunt prezente pe parcursul întregii vieți a persoanei, chiar dacă simptomele nu apar imediat. Multe boli rare apar la începutul vieții, iar aproximativ 30% dintre copiii cu boli rare vor muri înainte de a împlini a cincea zi de naștere. Cu doar trei pacienți diagnosticați în 27 de ani, deficiența de izomerază de riboza-5-fosfat este considerată cea mai rară boală genetică cunoscută. 
Nu a fost convenit niciun număr de pentru care o boală este considerată rară. O boală poate fi considerată rară într-o parte a lumii sau într-un anumit grup de oameni, dar este totuși comună în alta. 
Organizația americană Global Genes a estimat că peste 300 de milioane de oameni din întreaga lume trăiesc cu una dintre cele aproximativ 7.000 de boli pe care le definește drept „rare” în Statele Unite.

## Definiție
Nu există o definiție unică, acceptată pe scară largă pentru bolile rare. Unele definiții se bazează exclusiv pe numărul de persoane care trăiesc cu o boală, iar alte definiții includ alți factori, cum ar fi existența unor tratamente adecvate sau severitatea bolii. 
În Statele Unite, Legea privind bolile rare din 2002 definește boala rară strict în funcție de prevalență, în special „orice boală sau afecțiune care afectează mai puțin de 200.000 de persoane în Statele Unite”, sau aproximativ 1 din 1.500 de persoane. Această definiție este în esență aceeași cu cea a Legii medicamentelor orfane din 1983, o lege federală care a fost scrisă pentru a încuraja cercetarea bolilor rare și a vindecărilor posibile. 
În Japonia, definiția legală a unei boli rare este una care afectează mai puțin de 50.000 de pacienți în Japonia, sau aproximativ 1 din 2.500 de persoane. 
Cu toate acestea, Comisia Europeană pentru Sănătate Publică definește bolile rare drept „boli care pot pune viața în pericol sau se pot debilita cronic, care au o prevalență atât de scăzută încât sunt necesare eforturi speciale combinate pentru a le rezolva”. Termenul prevalență scăzută este ulterior definit ca fiind în general semnificativ mai puțin de 1 din 2.000 de persoane. Sunt excluse de la definiția lor bolile care sunt statistic rare, dar nu și care pot pune viața în pericol, se debilitează cronic sau sunt tratate inadecvat. 
Definițiile utilizate în literatura medicală și în planurile naționale de sănătate sunt împărțite în mod similar, cu definiții cuprinse între 1 / 1.000 și 1 / 200.000.

## Relația cu bolile orfane
Din cauza definițiilor care includ referință la disponibilitatea tratamentului, lipsa resurselor și severitatea bolii, termenul de boală orfană este utilizat ca sinonim pentru boala rară. Dar în Statele Unite și Uniunea Europeană, „bolile orfane” au o semnificație juridică distinctă. 
Legea Medicamentelor pentru Boli Rare din Statele Unite include atât boli rare, cât și orice boli non-rare ", pentru care nu există nicio așteptare rezonabilă ca costul dezvoltării și punerii la dispoziție în Statele Unite a unui medicament pentru o astfel de boală sau afecțiune să fie recuperat de la vânzări în Statele Unite ale acestui medicament „ca boli orfane. 
Organizația Europeană pentru Boli Rare (EURORDIS) include, de asemenea, boli rare și boli neglijate într-o categorie mai mare de „boli orfane”.

## Răspândire
Prevalența (numărul de persoane care trăiesc cu o boală la un moment dat), mai degrabă decât incidența (numărul de noi diagnostice într-un an dat), este utilizată pentru a descrie impactul bolilor rare. Proiectul Global Genes estimează că aproximativ 300 de milioane de persoane din întreaga lume sunt afectate de o boală rară. 
Organizația Europeană pentru Boli Rare (EURORDIS) estimează că există până la 5.000 până la 7.000 de boli rare distincte și până la 6% până la 8% din populația Uniunii Europene este afectată. Doar aproximativ 400 de boli rare au terapii, iar aproximativ 80% au o componentă genetică, conform Institutului de Genomică Rare. 
Bolile rare pot varia în prevalență între populații, astfel încât o boală care este rară în unele populații poate fi frecventă în altele. Acest lucru este valabil mai ales în cazul bolilor genetice și al infecțiilor . Un exemplu este fibroza chistică, o boală genetică: este rară în majoritatea regiunilor din Asia, dar relativ frecventă în Europa și în populații de origine europeană. În comunitățile mai mici, efectul fondator poate duce la o boală care este foarte rară la nivel mondial, prevalentă în cadrul comunității mai mici. Multe boli infecțioase sunt predominante într-o anumită zonă geografică, dar rare peste tot. Alte boli, precum multe forme rare de cancer, nu au un model de distribuție aparent, dar sunt pur și simplu rare. Clasificarea altor afecțiuni depinde în parte de populația studiată: Toate formele de cancer la copii sunt, în general, considerate rare, deoarece atât de puțini copii dezvoltă cancer, dar același cancer la adulți poate fi mai frecvent. 
Aproximativ 40 de boli rare au o prevalență mult mai mare în Finlanda ; acestea sunt cunoscute colectiv ca boală a patrimoniului finlandez. În mod similar, există boli genetice rare printre comunitățile religioase Amish din SUA și printre oamenii evrei etnic. 

## Caracteristici
Bolile rare sunt de obicei genetice  și, prin urmare, sunt cronice. EURORDIS estimează că cel puțin 80% dintre ei au identificat origini genetice.  Alte boli rare sunt rezultatul infecțiilor și alergiilor sau din cauze degenerative și proliferative. 
Simptomele unor boli rare pot apărea la naștere sau în copilărie, în timp ce altele apar numai după ce se ajunge la vârsta adultă. 
Publicațiile de cercetare subliniază bolile rare care sunt cronice sau incurabile, deși multe afecțiuni medicale pe termen scurt sunt, de asemenea, boli rare. 

## Cercetarea publică și politica guvernamentală

### Statele Unite
Biroul de cercetare a bolilor rare din cadrul NIH (ORDR) a fost înființat prin HR 4013 / Public Law 107-280 în 2002. HR 4014, semnat în aceeași zi, se referă la „Legea dezvoltării produselor orfane pentru bolile rare”. În Europa au fost propuse inițiative similare. ORDR administrează, de asemenea, rețeaua de cercetare clinică a bolilor rare (RDCRN). RDCRN oferă sprijin pentru studiile clinice și facilitează colaborarea, înscrierea la studiu și schimbul de date.

### Regatul Unit
În 2013, guvernul Regatului Unit a publicat Strategia Regatului Unit pentru Boli Rare, care „urmărește să se asigure că nimeni nu este lăsat în urmă doar pentru că au o boală rară”, 51 de recomandări pentru îngrijire și tratament în Marea Britanie vor fi puse în aplicare până în 2020 Serviciile de sănătate din cele patru țări constitutive au fost de acord să adopte planuri de implementare până în 2014, dar până în octombrie 2016, Serviciul de Sănătate din Anglia nu a produs un plan, iar grupul parlamentar al tuturor partidelor privind condițiile rare, genetice și nediagnosticate a elaborat un raport care lasă pe nimeni în spatele său : De ce Anglia are nevoie de un plan de implementare a Strategiei britanice pentru boli rare în februarie 2017. În martie 2017, a fost anunțat că NHS Anglia va dezvolta un plan de implementare.  În ianuarie 2018, NHS England a publicat Planul său de punere în aplicare a Strategiei britanice pentru boli rare.

## Conștientizarea publicului
Ziua bolilor rare este organizată în Europa, Canada și Statele Unite în ultima zi a lunii februarie pe 28 respectiv pentru ani care nu sunt bisecți și pe 29 februarie pentru ani bisecți pentru a sensibiliza în ceea ce privește bolile rare.